# 9087 Neff
9087 Neff è un asteroide della fascia principale. Scoperto nel 1995, presenta un'orbita caratterizzata da un semiasse maggiore pari a 2,2831214 UA e da un'eccentricità di 0,1706572, inclinata di 4,71096° rispetto all'eclittica.